# La Mélodie du malheur
Pour plus de détails, voir Fiche technique et Distribution.
La Mélodie du malheur (カタクリ家の幸福, Katakuri-ke no kōfuku) est un film japonais réalisé par Takashi Miike, sorti en 2001. Le titre anglais The Happiness of the Katakuris est également communément utilisé pour la diffusion en France.

## Synopsis
Une famille gênée financièrement décide d'ouvrir un hôtel dans un lieu reculé, au pied d'un volcan, persuadée que les touristes vont se ruer dans leur établissement. En fait, seuls quelques individus étranges vont aborder l'endroit... et tous pour y finir leur vie ! Craignant la contre-publicité, les propriétaires décident de cacher ces morts aux autorités et d'enterrer eux-mêmes les cadavres.

## Fiche technique
- Titre : La Mélodie du malheur
- Titre original : カタクリ家の幸福 (Katakuri-ke no kōfuku?)
- Titre anglais : The Happiness of the Katakuris
- Réalisation : Takashi Miike
- Scénario : Kikumi Yamagishi
- Production : Hirotsugu Yoshida
- Musique : Kōji Endō et Kōji Makaino
- Photographie : Hideo Yamamoto
- Montage : Yasushi Shimamura
- Pays d'origine :  Japon
- Langue : japonais
- Format : couleur — 1,85:1 — stéréo — 35 mm
- Genre : Comédie musicale horrifique
- Durée : 113 minutes
- Dates de sortie :
  - Japon : 31 octobre 2001 (festival international du film de Tokyo) - 23 février 2002[1]

## Distribution
- Kenji Sawada : Masao Katakuri
- Keiko Matsuzaka : Terue Katakuri
- Shinji Takeda : Masayuki Katakuri
- Naomi Nishida : Shizue Katakuri
- Kiyoshirō Imawano : Richādo Sagawa
- Tetsurō Tanba : Jinpei Katakuri
- Naoto Takenaka : le reporter TV
- Tamaki Miyazaki : Yurie Katakuri
- Takashi Matsuzaki : Utanoumi
- Chihiro Asakawa : Utanōmi no on'na no hito
- Kenichi Endō : Kudō
- Yumeki Kanazawa : Byōki otoko no ko
- Noko Morishita : le policier Miyaki

## Autour du film
- La Mélodie du malheur est un remake de The Quiet Family, film sud-coréen de Kim Jee-woon, sorti en 1998.
- Le tournage s'est déroulé à Gunma et Kyoto.

## Récompenses
- Prix spécial du jury en 2004 au festival Fantastic'Arts, festival international du film fantastique de Gérardmer.